# Vrišer
Vrišer je priimek več znanih Slovencev:
- Andreja Vrišer (*1950), umetnostna zgodovinarka, kostumologinja, muzealka
- Borut Vrišer (*1947), biolog
- Breda Mejak Vrišer (*1932), tehniška didaktičarka
- Igor Vrišer (1930—2013), geograf, univ. profesor, akademik
- Sergej Vrišer (1920—2004), umetnostni zgodovinar in muzeolog, prof.